# Duba Pelješka
Duba Pelješka is een plaats in de gemeente Trpanj in de Kroatische provincie Dubrovnik-Neretva. De plaats telt 54 inwoners (2001).

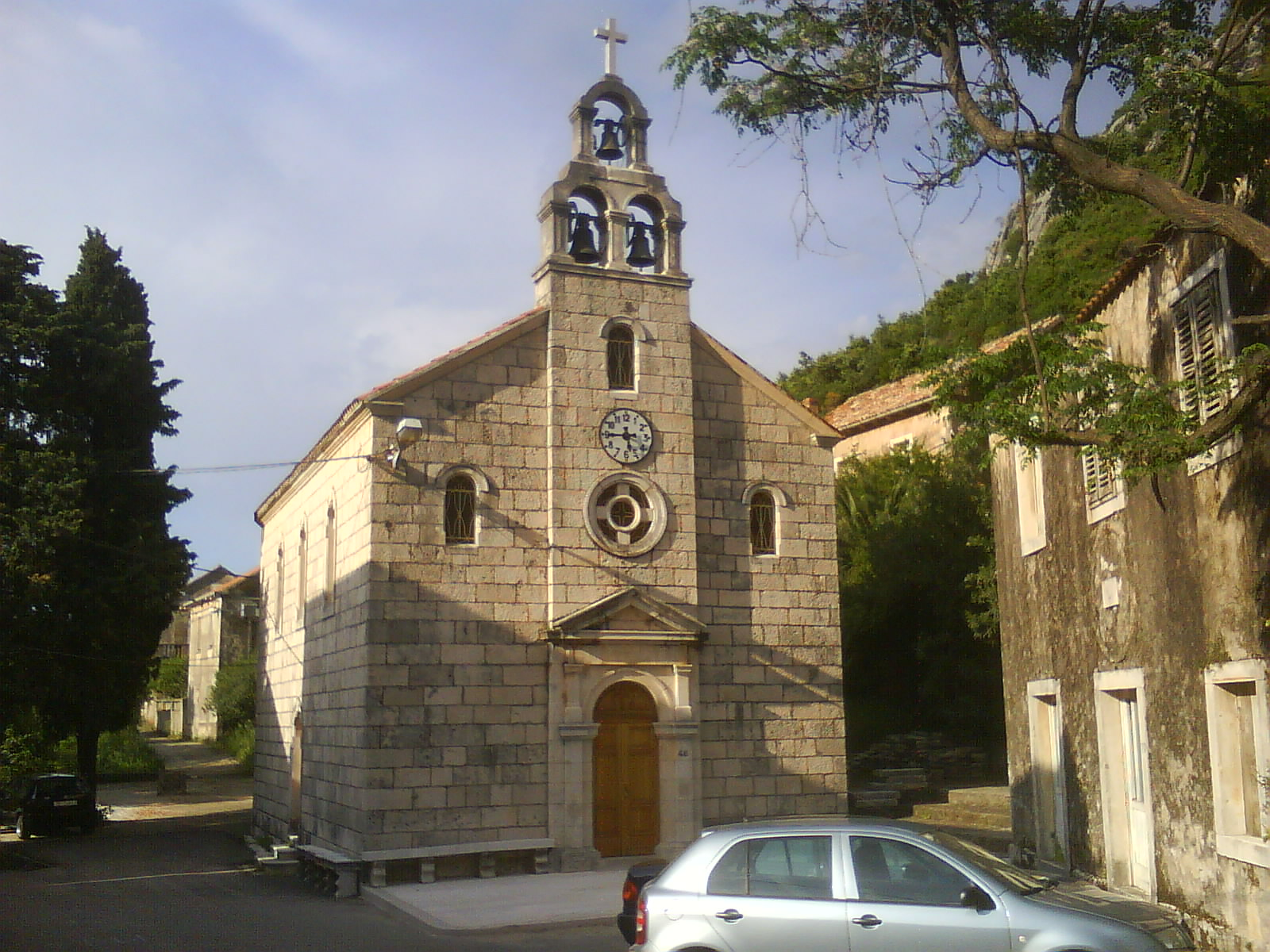
Kerk